# 赤﨑勇
赤﨑 勇（あかさき いさむ、1929年〈昭和4年〉1月30日 - 2021年〈令和3年〉4月1日）は、日本の半導体工学者。位階は従三位。
学位は工学博士（名古屋大学・1964年）。名城大学大学院理工学研究科・特別栄誉終身教授、名城大学先端科学技術研究所所長、名古屋大学特別教授・名誉教授、名古屋大学赤﨑記念研究センターフェロー。京都大学名誉博士。日本学術会議栄誉会員、日本学士院会員。恩賜賞、文化勲章、文化功労者受章。『 高輝度青色発光ダイオードの発明 』で2014年度ノーベル物理学賞を受賞。
京都大学理学部卒業後、株式会社松下電器東京研究所基礎第4研究室長、松下技研株式会社半導体部長、名古屋大学工学部教授などを歴任した。
「赤﨑」の「﨑」は山偏に竒（いわゆる「たつさき」）であるが、JIS X 0208に収録されていない文字のため、赤崎 勇と表記されることも多い。

## 概要
鹿児島県出身の半導体工学者。未来の万能光源とされLEDにおける高輝度青色発光ダイオードの源となる窒化ガリウム (GaN)結晶化の研究が知られており、世界の名立たる大学、産業界、研究所の研究者達が挑戦しながらも物性制御が非常に困難とされ撤退せざる得なかった、窒化ガリウムを半導体研究ではそれまで用いることがほとんどなかったMOCVD装置を用いる事を決断し、ウェハー上にはサファイア基板を用い、AlNによる低温堆積バッファ層技術 によって1985年、不可能視されていたGaN窒化ガリウム完全結晶化に世界で初めて成功する（『特許1708203／米国特許4855249』『特許3026087／米国特許5122845』）。そして理論上不可能とされた窒化ガリウムにおけるp型伝導特性の発見や、結晶構造における単位格子の相違から実現困難だとされた窒化物半導体発光ダイオードを、高輝度にする為に必要なp型半導体n型半導体のＰＮ接合青色発光ダイオードを完成し、1989年に不可能に近いとされた待望の青色LEDの発明に成功する。1995年には世界初となる短波長半導体レーザー(青色レーザー)を開発し室温パルス発振を成功させた。
また自然界には存在し得なかった青色LED発光半導体となる窒化ガリウム完全結晶の創造はエレクトロニクス革命とも呼ばれ、現在世界で主要となるシリコン半導体の性能指数値(εμeEc3)を桁違いとなる1130倍以上も上回る高性能を持ち、完全クリーンかつ光学的特性、電気的特性、物理的特性、化学的特性の全てを兼ね備えた究極の万能次世代半導体であるGaN窒化物半導体の発明にも繋がることにもなった。これらの青色発光ダイオード発明業績、GaN窒化物半導体に関する業績の原著論文は約700編以上、221以上にも上る特許を取得している。
これらの傑出した業績により、恩賜賞、ノーベル物理学賞を受賞するなど国内外の重要となる数々の賞や顕彰を多数授与されることになる。また名古屋大学・赤崎研究グループの窒化ガリウム完全結晶の成功を知ったTOYOTAグループの豊田合成から強い申し入れにより、1986年、産学連携による世界に先駆けた『 青色発光ダイオード製品化プロジェクト 』が開始され 、翌年、青色LED量産実用化を豊田合成に任せ科学技術振興事業団から青色LED製造技術開発を受託。1991年には科学技術振興機構から青色LED実用発光度の成功認定
を豊田合成は世界に先駆けてされる。2014年度にノーベル物理学賞を天野浩、中村修二と受賞。

## 来歴

### 生い立ち
鹿児島県川辺郡知覧村（のちの知覧町霜出、現・南九州市） 出身。幼少期に鹿児島市の上町地区に移り鹿児島市立大龍小学校、1946年に鹿児島県立第二鹿児島中学校（現・甲南高等学校 ）、1949年に旧制第七高等学校造士館（現・鹿児島大学）を卒業し、京都大学理学部に入学。大学時代は吉田寮に住み、地元の人もめったに訪れないような神社仏閣を寮の友人達と巡ったり、夏休みには信州の山々を歩き、クラシック鑑賞などをして充実した学生時代を過ごす。1952年京都大学理学部化学科卒業。
2歳年上の兄は九州大学大学院総合理工学教授や福岡工業大学学長を歴任したプラズマ物理学の赤崎正則九州大学名誉教授。

### 研究者として
京都大学理学部卒業後、1952年、錚々たる半導体研究者達が在籍し、ソニーと並び称された神戸工業（現デンソーテン）に入社、日本のテレビ放送幕開けとなる国産によるブラウン管開発を担当する。1959年、神戸工業の上司で半導体素子研究や電子放射分野の大家であった京都大学の先輩にあたる有住徹弥真空管部長が、名古屋大学工学部電子工学科教授に転出するのに伴い、名古屋大学有住研究室（日本の大学で初めて開設された半導体学部門） の助手になるよう誘いを受ける。唐突なことだったので当初断わったが強い要請により名古屋大学有住研究室で学究生活に入ることになり、助手、講師、助教授を務め、博士論文『 Geの気相成長に関する研究 』 で名古屋大学工学博士。
1964年ナショナル創業者松下幸之助の熱望で新しく創られたばかりの松下電器東京研究所に所長の小池勇二郎からスカウトされ招聘されることになるが、日本の理系エリートが集まる基礎研究所として名高かった日本電信電話公社(現ＮＴＴ)電気通信研究所からも強くスカウトを受けることになる。そして選りすぐりの研究者が招聘された松下電器東京研究所では32才にして一番若い研究室長と迎えられた以後、基礎第4研究室長を務めたのち松下技研株式会社半導体部長に就任する。研究所ではGaAsやGaP、AlNを中心とするIII-V族半導体、及び混晶（GaAsP, GaInP, GaInAsPなど）の各種結晶成長（化学気相成長、物理気相成長、エピタキシャル成長、HVPEハイドライド気相成長法、MBE分子線エピタキシー法、融液成長、液体封止高圧引き上げ成長など）及び電気、光学性質に関する目覚しい研究業績をあげる。1968年にはモスクワで開かれた半導体物理国際会議で世界最高の電子移動度を誇るGaAs半導体を発表し世界の研究者から大いに注目を浴びている。その後、世界最高となる赤色ＬＥＤ、緑色ＬＥＤを完成させ、1979年10月、世界にＬＥＤを誕生させたアメリカのイリノイ大学にわずかに遅れること、世界で２番目となる日本初の赤色レーザーを発振させることに成功させた。1981年、松下技研半導体部長を辞職し以前から要請の出ていた名古屋大学に復帰し、工学部電子工学科教授に就任。大学では異例となる独自の研究室を赴任初年度に開設される。赤崎研究室には最初の指導学生となる天野浩・名古屋大学特別教授や国立研究開発法人NIMS物質・材料研究機構の小出康夫理事らが在籍し、助教授時代にはIOCG国際結晶成長機構会長や日本結晶成長学会会長などを歴任した西永頌東京大学名誉教授らが教え子にいるなど、数多くの門下生達を優秀な科学者に育て上げ輩出したことで学界でも著名である。
1992年に名古屋大学を定年退官。1992年からは名城大学理工学部教授に就任した。2021年4月1日、気管支肺炎のため、名古屋市内の病院にて死去。92歳没。死没日をもって従三位に叙される。ノーベル物理学賞受賞後も名城大学大学院理工学研究科特別栄誉終身教授、名古屋大学特別教授・名誉教授、名古屋大学赤﨑記念研究センターリサーチフェローを務めた。

### GaN窒化ガリウム高輝度青色LED発明の歴史的経緯
窒化ガリウム (GaN) 結晶化は悲願となる青色LEDの発光源と世界の学者や研究者達からターゲットにされながらも、自然空間で高度なエネルギーを持ち、青い光を放つ物質性や繊細さを併せ持つガリウムナイトライド(窒化ガリウム)は、物性制御の扱いや電気制御が非常に困難と撤退せざる得なかった、最高難度を誇る窒化ガリウム (GaN) を最高レベルの結晶化に成功し、原理上不可能と考えられた窒化ガリウムp型伝導の発見や、最難解だったＰＮ接合を実現した青色発光ダイオード（青色LED）を1989年に発明、誕生させた論文を発表したことでも著名。また青色LEDを広範囲に適応出来る実用化(高輝度化)をもたらしたInGaN は、1988年3月NTT研究所に招聘された赤﨑の窒化ガリウム完全結晶の成功をキャッチアップしたNTT物性科学基礎研究所・量子物性研究部の松岡隆志研究員 は、ただちに窒化ガリウム完全結晶の化学反応計算を繰り返し行い1年がかりで解を見い出した1989年3月、窒化ガリウムの原子間に大量のアンモニアガスを用いて窒化インジウムを注入混晶することに成功、青色LED実用化に重要な役割を果たした発光物質の窒化インジウムガリウム(InGaN)の作成に成功する。このInGaNを青色LED・青色レーザー(短波長半導体レーザー)の設計層に加える だけで青色LED、短波長半導体レーザーの発光度が強化され実用化 と相成ることなる。なお不可能と考えられた窒化ガリウム青色LED誕生の驚きは1993年から2002年までの10年間だけでも国際会議や学術会儀での基調講演・招待講演が140件を超える多大な反響を呼ぶことになった。その窒化ガリウム完全結晶・青色LED・ 青色レーザー(短波長半導体レーザー)の発明により光ディスク最高峰の記録媒体となるBlu-ray Discが開発されるなど膨大な特許料を建設費の一部に用いて、赤﨑記念研究館が名古屋大学東山キャンパス内に造られ、記念研究館の前庭には譲葉の花言葉に思いを託して自らユズリハを植樹し2006年10月20日に開館した。また名古屋大学を象徴する豊田講堂の時計塔には名古屋大学で成し遂げられた青色LED発明の偉業を称える為、青色LEDのイルミネーション時計が設置されている。

## 略歴

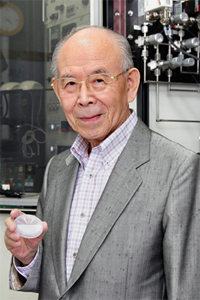
ノーベル賞受賞に際して文部科学省により公表された肖像写真（2014年）

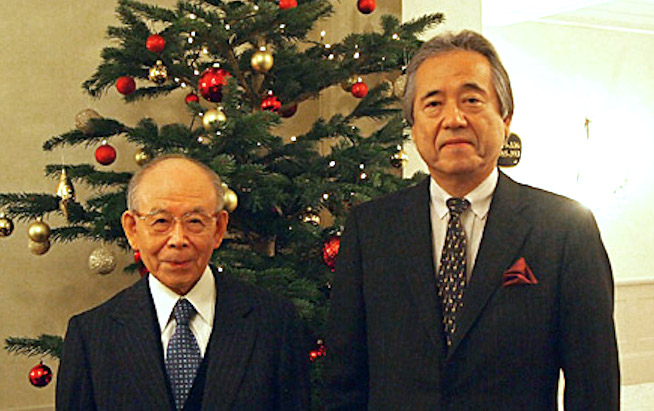
2014年、スウェーデン駐箚特命全権大使森元誠二（右）と

- 1946年 鹿児島県立第二鹿児島中学校（現・鹿児島県立甲南高等学校）卒業（40回生）。
- 1949年 旧制第七高等学校造士館（現・鹿児島大学）を卒業。
- 1952年 京都大学理学部化学科を卒業。
  - 神戸工業（現デンソーテン）に入社。（明石市・大久保製作所配属）
- 1959年 名古屋大学工学部電子工学科半導体工学講座助手。（有住徹弥研究室）
  - 名古屋大学工学部電子工学科半導体工学講座講師。（有住徹弥研究室）
- 1964年 名古屋大学工学部電子工学科半導体工学講座助教授（有住徹弥研究室）
  - 名古屋大学工学博士。
- 1964年 株式会社松下電器東京研究所（1971年から松下技研株式会社に変更）基礎第4研究室長。
  - 松下技研株式会社半導体部長に就任。
- 1981年 松下技研株式会社を退社。
  - 名古屋大学工学部電子工学科半導体工学教授に就任。
- 1987年 新技術開発事業団『GaN青色発光ダイオード』研究開発総責任者に就任。
  - 名古屋大学赤崎研究グループと豊田合成の産学連携による『 青色発光ダイオード製品化プロジェクト 』開始。
  - 文部省学術審議会専門委員。
  - 公益財団法人 名古屋産業科学研究所理事。
- 1988年 日本電信電話研究開発本部技術顧問に就任。
- 1992年 名古屋大学を定年退官。同大名誉教授。
  - 名城大学理工学部教授に就任。
- 1993年 JST科学技術振興機構『GaN系短波長半導体レーザー』研究開発[79]総責任者に就任。
- 1995年 北海道大学量子界面エレクトロニクス研究センター客員教授。
- 1996年 文部省「名城大学ハイテク・リサーチ・センター」代表研究者。
  - 日本学術振興会『 未来開拓学術研究推進事業 』プロジェクト・リーダーに就任。
  - 原子スケール表面・界面ダイナミクス・プロジェクト『 格子不整合の極めて大きい系における界面緩衝層の動的過程と制御 』[80]
- 1998年 日本フィンランドセンター理事。
- 2001年 名城大学理工学部特任教授。
  - 名古屋大学赤﨑記念研究センター・リサーチ・フェロー。
- 2002年 独立行政法人科学技術振興機構参与。
- 2003年 経済産業省「『高周波プロジェクト・ワイヤレスデバイス』研究開発戦略委員会」委員長に就任。
- 2004年 名城大学窒化物半導体研究センター長。
  - 名古屋大学特別教授。
- 2010年 日本学術会議栄誉会員。
  - 名城大学大学院理工学研究科電気電子・情報・材料工学専攻終身教授。
- 2011年 京都市立西京高等学校・附属中学校、学術顧問就任。
  - 名城大学窒化物半導体基盤技術研究センター長就任。
- 2015年 名城大学ノーベル賞受賞記念館長就任、名城大学青色LED共同研究センター長就任、名城大学分析センター長就任。
- 2017年 名城大学光デバイス研究センター・名誉センター長就任。
- 2021年4月1日、肺炎のため名古屋市内の病院にて死去。92歳没[81]。

### 主な業績

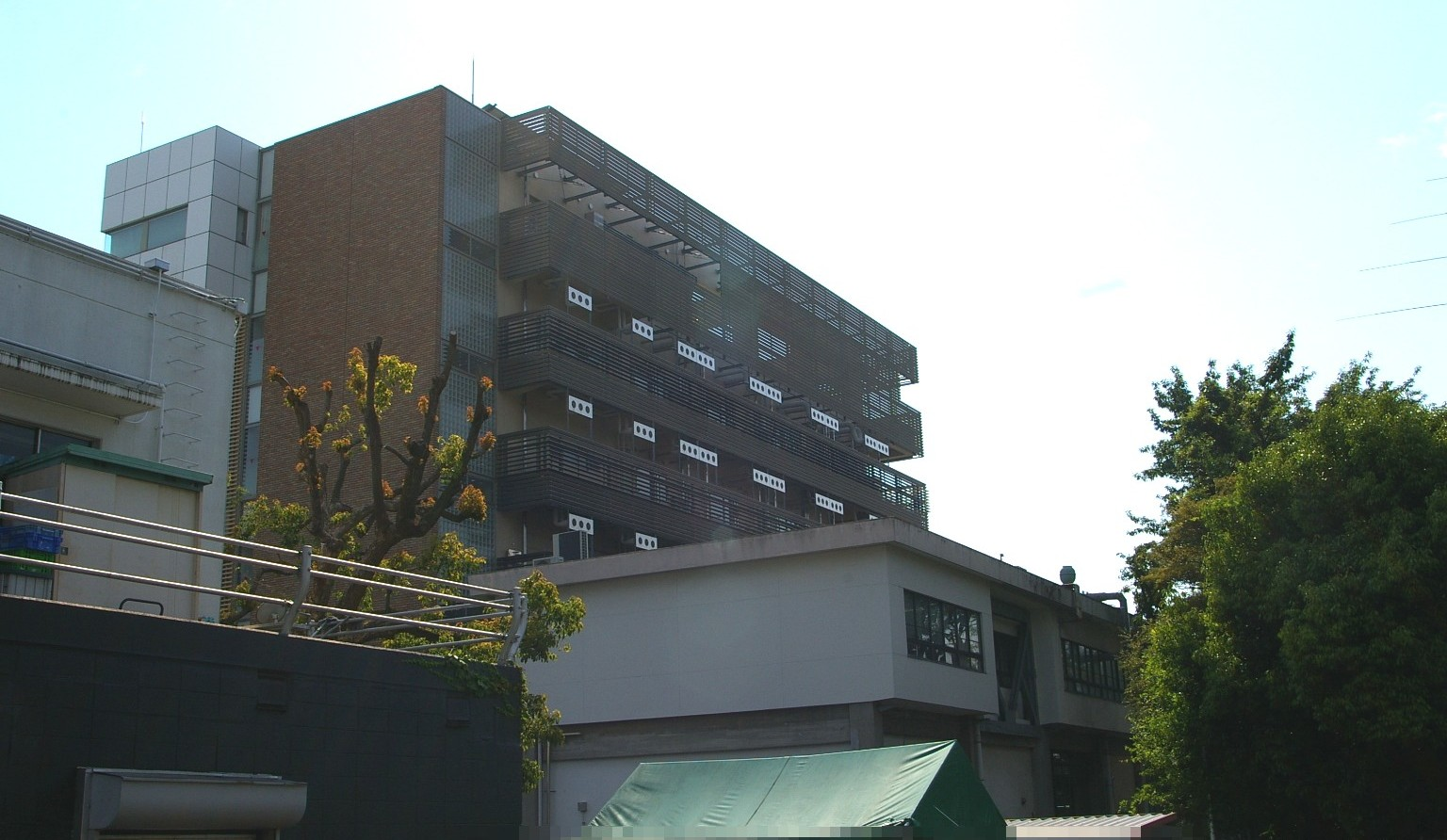
名古屋大学赤﨑記念研究館

- 高品質・高純度のGaN結晶の成長創製を新たにMOCVD装置による低温堆積バッファ層技術によって世界で初めて実現させ、結晶学的完全性・光学的特性・エレクトロニクス特性を同時に達成したワイドギャップ半導体としての機能を発現させる。（1986年）
- マグネシウムをドープし低エネルギー電子線照射 (LEEBI) で活性化させることによって、理論上不可能とされてきた窒化物半導体におけるp型伝導を発見する。（1989年）
- 高品質GaN結晶にシリコンをドープさせ、高度な電気的制御が可能となるn型伝導度制御の実現。（1989年）
- 世界で初めてp型GaNの結晶化を証明し世界初となるGaNのpn接合型高輝度青色発光ダイオードを発明する。（1989年）
- GaNからの室温における紫外光誘導放出コヒーレント光を実現させpn接合型青色／紫外発光デバイス (LED, LD) に必須の全ての基礎技術に世界に先駆けて成功する。（1990年）
- 窒化物半導体における量子サイズ効果を示す多重ヘテロ効果の発見。（1991年）
- AlGaN/GaNダブルヘテロ構造での低閾値光励起誘導放出の実現。（1993年）
- 室温における最短波長レーザーダイオード（パルス 376nM）に成功。（1995年）
- GaN系半導体量子構造による量子閉じ込めシュタルク効果の実証確認。（1997年）
- GaN系統の結晶におけるピエゾ電界強度結晶方位依存性の無極性面、半極性面の存在を理論的に明らかにする。（これが引き金となり無極性面/半極性面への結晶成長および半導体デバイス研究へと繋がる次世代半導体の大きな開発潮流を生み出すことになる。）（2000年）
- 高電子移動度AlGaN/Gal超格子の実現。（2001年）
- 現在、産業界で隆盛を誇る深紫外線LEDの開発に成功する。（2002年）
- 紫外/紫色LEDの実現。（2003年）
- 世界最高峰となる最短波波長レーザー (350.9nM) の実現に成功する。（2004年）
- 高温MOVPE法の開発による高品質AlNの実現。（2005年）
- HFET型高感度ホトセンサーの開発。（2012年）
- 窒化物半導体系世界最高効率となる太陽電池の開発。（2012年）
- 世界初窒化物半導体系電子線励起レーザーに成功。（2013年）
- 世界初の中波長紫外線UV-B半導体レーザーの完成。（2020年）

### 学術賞
- 1989年 - 日本結晶成長学会論文賞[82]
- 1994年

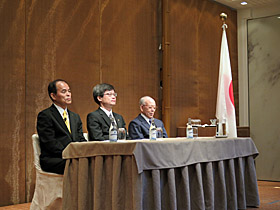
2014年12月8日、グランドホテルにてカリフォルニア大学サンタバーバラ校固体照明エネルギー電子工学センター所長中村修二（左）、名古屋大学赤﨑記念研究センターセンター長天野浩（中央）と

  - Optoelectronics Conference Special Award（オプトエレクトロニクス会議特別賞）
  - 日本結晶成長学会創立20周年記念技術貢献賞[83]
- 1995年
  - ハインリッヒ・ヴェルカー・ゴールドメダル化合物半導体国際シンポジウム（the International Symposium on Compound Semiconductors, ISCS）
- 1996年 - IEEE Society Lasers and Electro-Optics Society's Engineering Achievement Award[84]
- 1998年
  - 井上春成賞[85]（井上春成賞委員会）
  -  国際結晶成長機構(IOCG)ローディス賞[86]
  - 応用物理学会会誌賞
  - C&C賞（NEC C&C財団）[87]
  - IEEEジャック・A・モートン賞[88]
  - 英国ランク賞[89]
- 1999年
  - ECS Solid State Science & Technology w:Award[90]
  - Gordon E. Moore Medal for Outstanding Achievement in Solid State Science and Technology[91]
- 2000年
  - 朝日賞（朝日新聞文化財団）[92]
  - 東レ科学技術賞（東レ科学振興会）[93]
- 2002年
  - 藤原賞（藤原科学公益財団）[94]
  - 応用物理学会業績賞[95]
  - 武田賞（武田科学振興財団）[96]
- 2003年
  - 日本学術会議会長賞[97]
  - SSDM 国際電子デバイス会議 International Conference on Solid State Devices & Materials Award[98]
- 2004年 - P&Iパテント・オブ・ザ・イヤー[99]
- 2006年
  - 日本結晶成長学会第1回業績賞[100]
  - TMS John Bardeen Award[101]
  - The Outstanding Achievement Award[102]
- 2007年 - 日本学術振興会特別功績賞
- 2008年 - National Academy of Engineering Foreign Associate[103]
- 2009年 - 京都賞先端技術部門[104]
- 2011年
  - IEEEエジソンメダル[105]
  - 科学技術振興機構知的財産特別貢献賞[106]
- 2013年 - カール・フェルディナント・ブラウン賞[107]
- 2014年
  - 日本学術振興会 光電相互変換（第125委員会）特別功績賞[108]
  - 日本学士院賞・恩賜賞
  - ノーベル物理学賞
- 2015年
  - Asia Game Changers Award[109]
  - チャールズ・スターク・ドレイパー賞（全米技術アカデミー）[110]
- 2016年 - UNESCO MEDAL （ナノテクノロジーとナノサイエンスの発展に対し卓越した貢献について）[111]
- 2021年 - エリザベス女王工学賞(The Queen Elizabeth Prize for Engineering)

### 栄誉・栄典
- 1991年 中日文化賞[112]
- 1996年 紫綬褒章

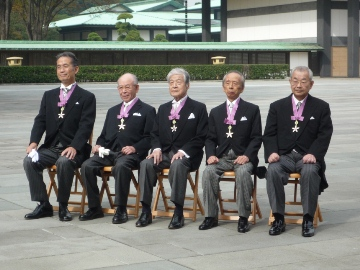
2011年11月3日、文化勲章親授式後の記念撮影にて沖縄科学技術研究基盤整備機構ユニット代表研究者柳田充弘（左端）、日本芸術院会員丸谷才一（中央）、日本芸術院会員大樋年朗（右から2人目）、東京大学名誉教授三谷太一郎（右端）と

- 1999年 フランス・モンペリエ大学名誉博士称号、フランス・モンペリエ名誉市民
- 2001年 スウェーデン・リンショーピング大学名誉博士称号
- 2002年 勲三等旭日中綬章[113][114]
- 2004年 文化功労者、東海テレビ文化賞
- 2011年 文化勲章、南日本文化賞・特別賞、丸八会顕彰
- 2012年 名古屋大学レクチャーシップ『－青色LEDが拓いた光の革命 赤﨑博士の足跡－』[115]
- 2014年 南九州市名誉市民、名古屋市学術顕彰、愛知県学術顕彰、京都市教育委員会第67回教育功労者表彰
- 2015年 鹿児島県民栄誉賞、鹿児島市民栄誉賞、鹿児島市名誉市民顕彰、鹿児島大学名誉博士称号、京都大学名誉博士称号、愛知県名誉県民顕彰

### 科学アカデミー会員
- 1999年 IEEEフェロー。
- 2002年 応用物理学会名誉会員、電気学会名誉員、電子情報通信学会フェロー・名誉会員、日本結晶成長学会フェロー・名誉会員。
- 2004・14年 日本工学アカデミー受賞会員。[116]
- 2008年 全米技術アカデミー(NAE)外国人会員、米国物理学会(APS)会員、米国電気化学会(ECS)終身会員、米国材料科学会(MRS)会員。
- 2010年 日本学術会議栄誉会員。
- 2012年 名古屋大学高等研究院アカデミー[117]、日本化学会名誉会員。
- 2013年 日本物理学会名誉会員[118]、IEEEライフフェロー。
- 2014年 日本学士院会員[119]。

## 博士論文
赤崎勇『 Geの気相成長に関する研究 』 工学博士 - 1964年 名古屋大学(博士授与年月日 昭和39年3月30日)。

### 重要な論文
1981年
- Y. Ohki, Y. Toyoda, H. Kobayasi and I. Akasaki: “Fabrication and properties of a practical blue-emitting GaN m-i-s diode”, Inst. Phys. Conf. Ser., No. 63, Chap. 10, pp. 479-484

1986年
- Metalorganic vapor phase epitaxial growth of a high quality GaN film using an AlN buffer layer (Amano, H., Sawaki, N., Akasaki, I. and Toyoda, Y.). Applied Physics Letters 48: 353-355.

1989年
- Effects of AlN Buffer Layer on Crystallographic Structure and on Electrical and Optical Properties of GaN and Ga1-xAlxN (0<x≤0.4) Films Grown on Sapphire Substrate by MOVPE (Akasaki, I., Amano, H., Koide, Y., Hiramatsu, K. and Sawaki, N.). Journal of Crystal Growth 98: 209-219.
- P-Type Conduction in Mg-Doped GaN Treated with Low-Energy Electron Beam Irradiation (LEEBI) (Amano, H., Kito, M., Hiramatsu, K. and Akasaki, I.). Japanese Journal of Applied Physics 28: L2112-L2114.

1990年
- H. Amano, T. Asahi and I. Akasaki: “Stimulated Emission Near Ultraviolet at Room Temperature from a GaN Film Grown on Sapphire by MOVPE Using an AlN Buffer Layer”, Jpn. J. Appl. Phys., Vol. 29, No. 2, pp. L205-L206, 1990.

1991年
- H. Murakami, T. Asahi, H. Amano, K. Hiramatsu, N. Sawaki and I. Akasaki: “Growth of Si-doped AlxGa1-xN on (0001) sapphire substrate by metalorganic vapor phase epitaxy”, J. Crystal Growth, Vol. 115, pp. 648-651

1995年
- I. Akasaki, H. Amano, S. Sota, H. Sakai, T. Tanaka and M. Koike: “Stimulated Emission by Current Injection from an AlGaN/GaN/GaInN Quantum Well Device”, Jpn. J. Appl. Phys., Vol. 34, Pt. 2, No. 11B, pp. L1517-L1519

1997年
- Crystal Growth and Conductivity Control of Group III Nitride Semiconductors and Their Application to Short Wavelength Light Emitters (Akasaki, I. and Amano, H.). Japanese Journal of Applied Physics 36: 5393-5408.

2006年
- Breakthroughs in Improving Crystal Quality of GaN and Invention of the p-n Junction Blue-Light-Emitting Diode (Akasaki, I. and Amano, H.). Japanese Journal of Applied Physics 45: 9001-9010.

## 書籍

### 著書・編著・監修
- 『電気・電子材料』1985年9月（朝倉書店）ISBN 978-4-254-22017-9
- 『III-V族化合物半導体』1994年5月（培風館）ISBN 978-4563036010
- 『青色発光デバイスの魅力-広汎な応用分野を開く』 1997年4月（工業調査会）ISBN 978-4769311522
- 『III族窒化物半導体』1999年12月（培風館） ISBN 978-4-563-03621-8
- 『夢の青色発光デバイスの実現を語る− 私のナイトライド研究−』2004年8月10日（応用物理学会）
- 『ワイドギャップ半導体～あけぼのから最前線へ・・』2013年2月（培風館） ISBN 978-4563067878
- 『青い光に魅せられて〜青色LED開発物語』2013年3月（日本経済新聞出版社）ISBN 978-4532168513。
  - 大川出版賞受賞作（公益財団法人大川情報通信基金）[121]
  - サントリー文化財団海外出版助成書籍
- 『評伝 赤﨑 勇 その源流』2014年12月（南方新社）ISBN 978-4861243103。

## 参考資料
- 『 青色発光素子を求めて～窒化物半導体と完全結晶～ 』  - 科学講演会記録 | 東レ科学振興会
- 『 赤﨑勇特別教授 京都賞受賞記念 』  - NUAL (Nagoya University Alumni Association) | 名古屋大学
- 『 2014年ノーベル賞受賞の青色発光ダイオードの発明 』 - 科学技術白書 | 文部科学省
- 『 GaN系窒化物半導体研究業績資料「藤原賞受賞者の研究業績概要」 』 - 藤原科学財団  | 名城大学大学院
- 『 ノーベル賞発明「青色LED」開発の歴史と特許 』 - 豊田合成
- 『 青色発光ダイオード開発物語 〜赤﨑勇 その人と仕事〜 』 - （全44分） 2012年 サイエンスチャンネル
- 『 青色発光ダイオード開発物語 〜 産学官 三者の出会い 』 -（全17分） 2012年 サイエンス・チャンネル
- 『 The Story of Blue LED Research : The Life Discoveries of Isamu Akasaki 』  English version - SCIENCE CHANNEL（JST）